# Stephanie Lose
Stephanie Lose (tidligere Kristensen; født 14. december 1982 i Løgumkloster) er en dansk politiker, der siden november 2023 er økonomiminister, valgt for Venstre. Hun er tidligere er formand for Region Syddanmark (2015-2023), hvor hun var valgt ind fra 1. januar 2006, og var formand for Danske Regioner fra 22. marts 2018 til 24. marts 2022. Til Venstres ekstraordinære landsmøde i januar 2021 blev hun valgt som næstformand for Venstre.
Fra 9. marts til 1. august 2023 var hun minister uden portefølje med henblik på at at være fungerende økonomiminister. Da formand for Venstre og forsvarsminister Jakob Ellemann-Jensen blev sygemeldt i februar 2023, overtog Troels Lund Poulsen udover sit eget økonomiministerium også forsvarsministeriets ressort. Poulsen ønskede dog at blive aflastet, hvorfor Lose blev hentet ind som midlertidig minister. 1. august 2023 vendte Jakob Elleman-Jensen tilbage og Stephanie Lose fortsatte som regionsrådformand. Da Elleman-Jensen udtrådte fra politik 23. oktober 2023, overtog Lose midlertidigt det organisatoriske ansvar i Venstre.
Hun blev opstillet til Folketinget i Esbjerg Bykredsen i februar 2024.
9. januar 2024 blev hun ridder af Dannebrog.

## Regionale poster
Hun overtog 22. juni 2015 formandsposten for Region Syddanmark fra Carl Holst, der var blevet valgt til Folketinget i forbindelse med folketingsvalget 18. juni 2015. Hun har været medlem af regionsrådet i Region Syddanmark siden 2006, hvor hun hidtil har været formand for blandt andet Udvalget for Regional Udvikling og Innovationsudvalget.
Hun overtog i april 2017 posten som næstformand i Danske Regioner efter partifællen Jens Stenbæk, en post hun bestred indtil hun i marts 2018 blev valgt som ny formand i Danske Regioner, efter den mangeårige formand socialdemokraten Bent Hansen takkede af.
Ved Kommunal- og regionsrådsvalg 2021 fik Lose 147.485 personlige stemmer, men mistede formandsposten for Danske Regioner til Anders Kühnau.

## Privatliv og uddannelse
Hun har været medlem af Venstre, siden hun var 14 år. Hun er gift med Jakob Lose, der pr. 2015 er formand for kultur- og fritidsudvalget i Esbjerg Kommune. De har to børn sammen.
I 2006 blev Stephanie Lose uddannet cand.oecon. fra SDU.

## Officiel litteratur fra Region Syddanmark
- ”Fremtidens Syddanmark”. Udgivet 2020. ISBN 978-87-92217-68-4. Forord af regionsrådsformand Stephanie Lose, formand for Udvalget for regional udvikling Søren Rasmussen og borgmester i Haderslev Hans Peter Geil.[14]
- ”FN’s Verdensmål og fremtidens Syddanmark”. Udgivet 2020. ISBN 978-87-92217-72-1. Forord af regionsrådsformand Stephanie Lose og formand for Udvalget for regional udvikling Søren Rasmussen.[15]
- ”Rent vand og jord i Region Syddanmark”. Udgivet 2020. ISBN 978-87-92217-75-2. Forord af Regionsrådsformand Stephanie Lose og formand for Miljøudvalget Jørgen Lehmann Petersen.[16]
- ”Grøn omstilling i Region Syddanmark”. Udgivet 2020. ISBN 978-87-92217-76-6 Parameter fejl i {{ISBN}}: Fejl i ISBN.. Forord af regionsrådsformand Stephanie Lose og formand for Udvalget for regional udvikling Søren Rasmussen.[17]
- ”En attraktiv og oplevelsesrig region”. Udgivet 2020. ISBN 978-87-92217-71-4. Forord af regionsrådsformand Stephanie Lose og formand for Udvalget for regional udvikling Søren Rasmussen.[18]
- ”Syddansk Mobilitetsstrategi”. Udgivet 2020. ISBN 978-87-92217-73-8. Forord af regionsrådsformand Stephanie Lose og formand for Udvalget for regional udvikling Søren Rasmussen.[19]
- ”Kompetencer til fremtiden”. Udgivet 2020. ISBN 978-87-92217-74-5. Forord af regionrådsformand Stephanie Lose og formand for Udvalget for uddannelse og arbejdskraft Tage Pedersen.[20]